# Tour de Flandes 1948
El Tour de Flandes 1948 és la 32a edició del Tour de Flandes. La cursa es disputà el 18 d'abril de 1948, amb inici i final a Gant després d'un recorregut de 257 quilòmetres.
El vencedor final fou el belga Briek Schotte, que s'imposà a l'esprint en l'arribada a Wetteren als seus tres companys d'escapada. Els també belgues Albert Ramon i Marcel Rijckaert acabaren segon i tercer respectivament.

## Classificació final
|    | Ciclista                     | Equip               | Temps      |
| -- | ---------------------------- | ------------------- | ---------- |
| 1  | Briek Schotte (BEL)          | Alcyon-Dunlop       | 7h 05' 00" |
| 2  | Albert Ramon (BEL)           | Arliguie-Hutchinson | m. t.      |
| 3  | Marcel Rijckaert (BEL)       | Mercier-Hutchinson  | m. t.      |
| 4  | Raymond Impanis (BEL)        | Alcyon-Dunlop       | m. t.      |
| 5  | Gerard Buyl (BEL)            | Carrara-Dunlop      | + 15"      |
| 6  | Cor Bakker (NED)             | Vege                | + 15"      |
| 7  | Maurice Dewannemaecker (BEL) | Rochet-Dunlop       | + 15"      |
| 8  | Camille Beeckman (BEL)       | Rochet-Dunlop       | + 30"      |
| 9  | Arie Vooren (NED)            | Vege                | + 30"      |
| 10 | Rik Renders (BEL)            | Garin-Wolber        | + 30"      |